# 大石益光
大石 益光（おおいし ますみつ、1926年（大正15年）3月14日 - 1997年（平成9年）5月24日）は、日本の医師（婦人科医）、実業家。医学博士。静岡新聞社社長。静岡放送会長。

## 人物
東京府荏原郡目黒町大字下目黒（現東京都目黒区平町）に父・大石光之助、母・マスの長男として生まれる。父・光之助は当時主婦之友社に勤めていた。
1938年、静岡師範学校附属小学校（現静岡大学教育学部附属静岡小学校）を卒業。1944年、東京都立高等学校尋常科を卒業。1947年、東京都立高等学校理科を卒業。1953年、千葉医科大学を卒業。1954年、東京大学医学部産婦人科教室に入局する。1960年、学位取得。
1961年、静岡放送社長に就任。1976年、静岡新聞社長に就任。1974年から15年間、静岡商工会議所会頭を務めた。
1997年5月24日、呼吸不全のため死去。

## 家族・親族
大石家
- 父・光之助[4]（1896年 - 1971年、静岡新聞社初代社長、静岡放送創設者）
- 母・マス[1]あるいはマス子[4]（栃木、田村達三郎の四女）[4]
- 益光の12歳下の弟がいたが、中学生の時にがけから落ちて事故死[3]。
- 妻（岩本清の二女）[1]

親戚
- 妻の父・岩本清（共同通信社常務理事）[1]
- 義弟・松井純（静岡新聞社3代目社長）